# Neogale africana
Neogale africana (syn. Mustela africana) — ссавець, дрібний хижак з родини мустелові (Mustelidae).

## Середовище проживання
Країни поширення: Болівія, Бразилія, Колумбія, Еквадор, Перу. Живе в основному у вологих заплавних лісах басейну Амазонки. Біноміальну назву зі словом africana вид отримав у 1818 році, коли перший екземпляр передали із Португалії до Парижу, де його помилково назвали африканською твариною.

## Морфологія
Голова і тіло довжиною 240—380 мм, хвіст довжиною близько 160—210 мм, задні ступні довжиною 50–58 мм, вуха довжиною 22–27 мм. Верх тіла від червонуватого до шоколадного кольору. Губи, підборіддя, нижня частина щік, горло та черевна область жовтувато-білі. Має тонку смужку того ж кольору, що й спина посередині горла та грудної клітки, поширюючись і на живіт. Хвіст пухнастий і має однорідний колір. Всі чотири підошовні поверхні майже голі і є великі міжпальцеві перетинки. Має тонке, струнке тіло; широку і подовжену голову; довгу шию; досить короткі ноги. Морда коротка; очі маленькі; вуха округлі, широкі біля основи. Спинна шерсть блискуча. Зубна формула: I 3/3, C 1/1, P 2-3/2, M 1/2 = 30–32.

## Поведінка
Солітарний. Хороший плавець і дереволаз.